# Szenes kehelygomba
A szenes kehelygomba (Geopyxis carbonaria) a Pyronemataceae családba tartozó, Európában és Észak-Amerikában honos, korábbi tüzek helyén élő, nem ehető gombafaj. 

## Megjelenése
A szenes kehelygomba termőteste 0,6–2 cm széles; 0,4–2 cm magas, alakja kis nyélen ülő csészére vagy kehelyre emlékeztet. Széle krémszínű, jól elkülönülő, finoman, szabálytalanul fogazott. Belső spóratermő oldala sima, narancsbarna vagy vörösbarna színű. Külső oldala halványbarna. 
Húsa törékeny, vizenyős; színe fakóbarna vagy okkerbarna. Szaga és íze nem jellegzetes.
Nyele 2–4 mm magas és 1–3 mm vastag. Csúcsánál kiszélesedik. Felszíne sima, színe a kehely külső oldalához hasonlóan halványbarna. 
Spórája megnyúlt ellipszis, majdnem orsó alakú, sima, mérete 18–22 x 9–11 µm.

### Hasonló fajok
Az élősdi csészegomba, a narancsszínű foltoscsészegomba, a piros csészegomba hasonlíthat hozzá. 

## Elterjedése és termőhelye
Európában és Észak-Amerikában honos. 
Erdőtüzek, tábortüzek helyén nő, általában már a következő évben. Tavasztól őszig terem. 

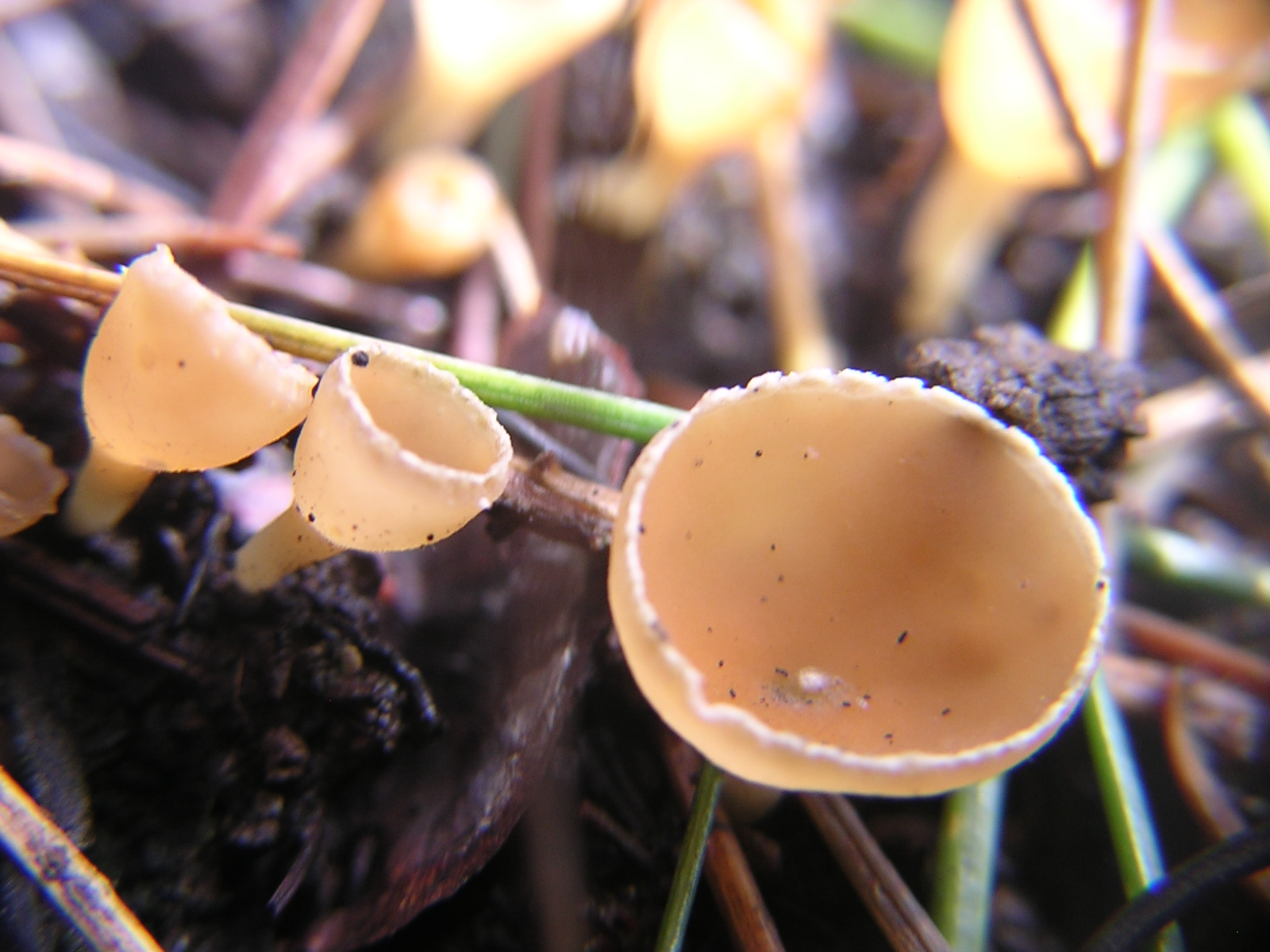
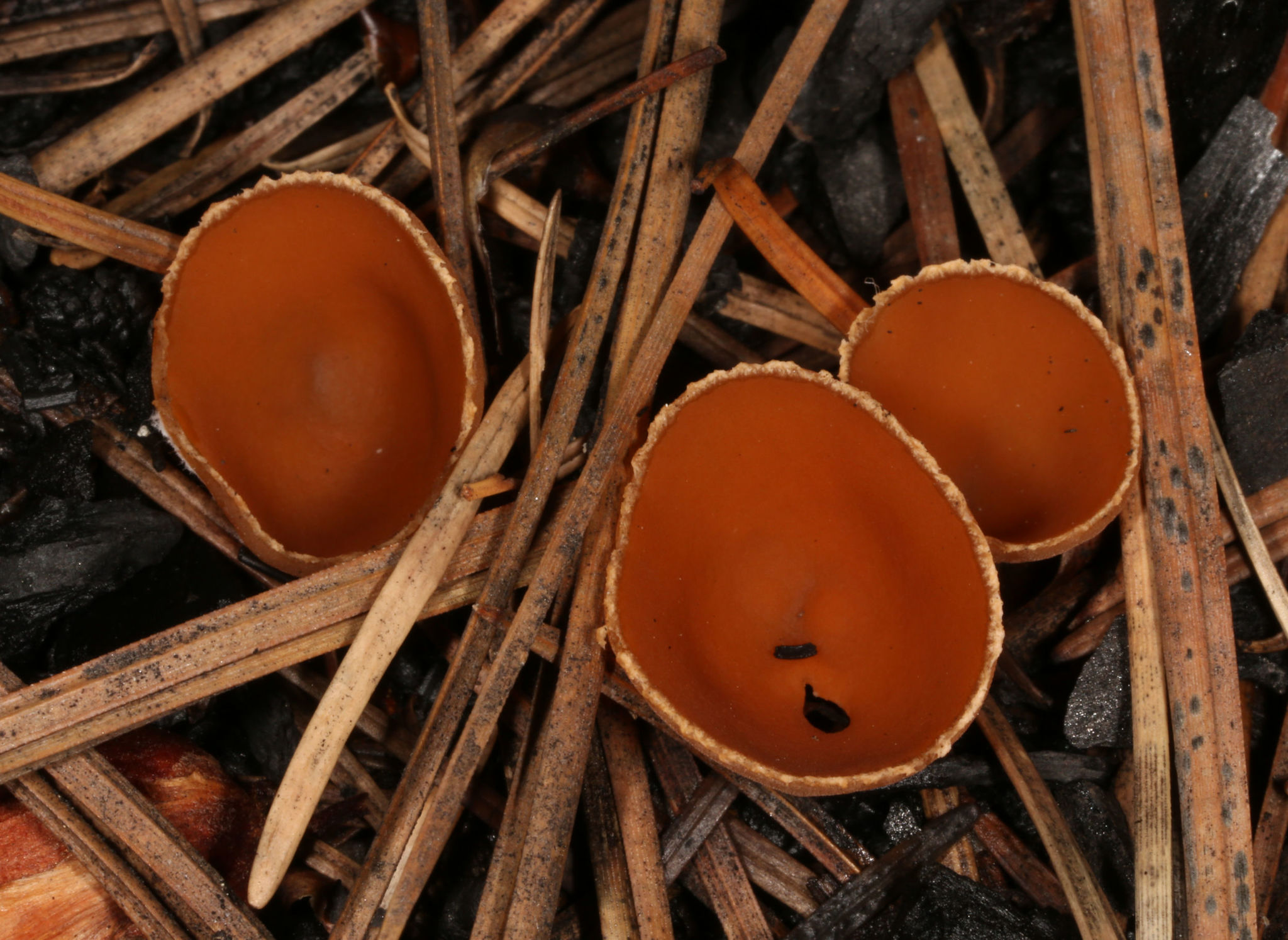
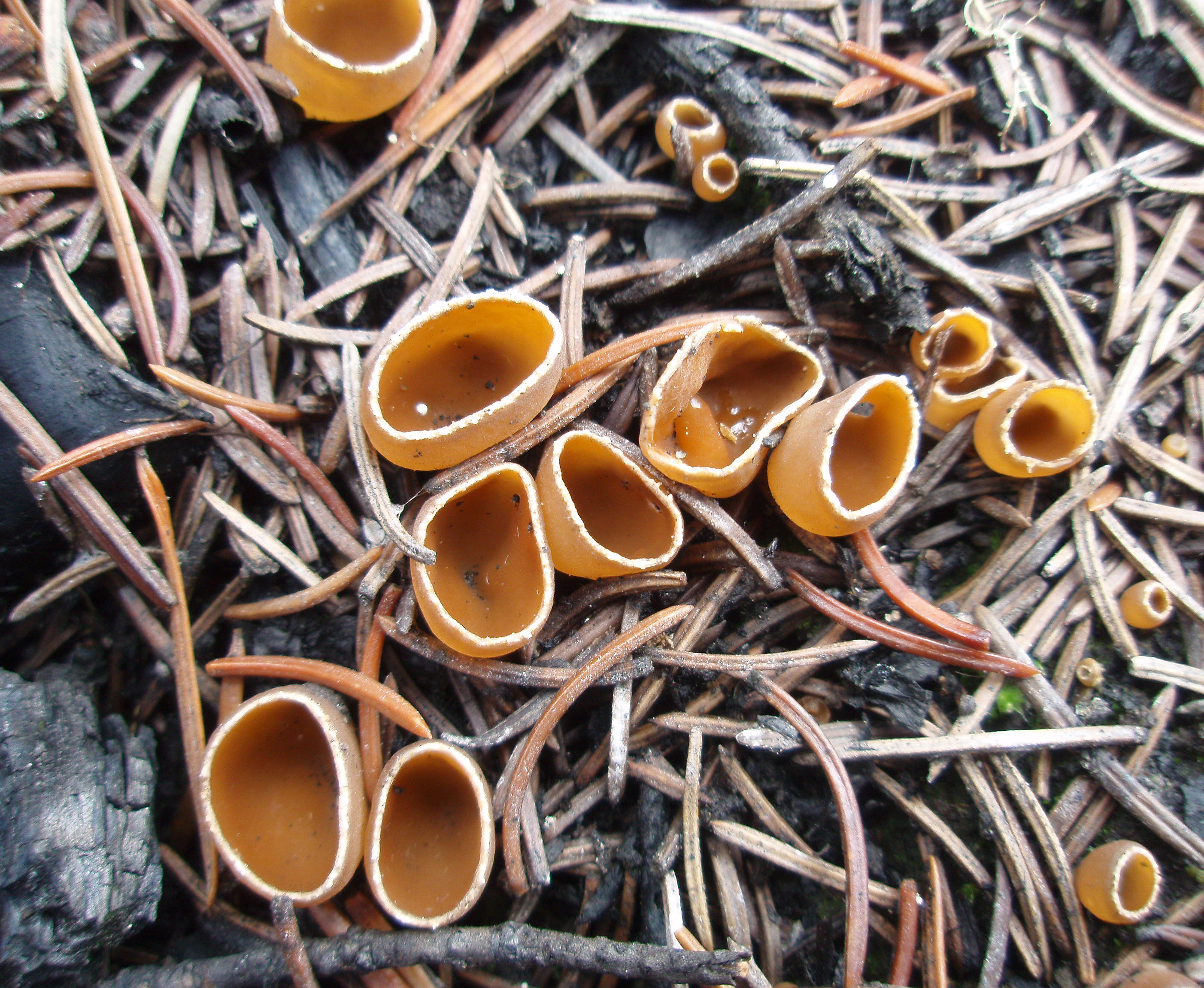
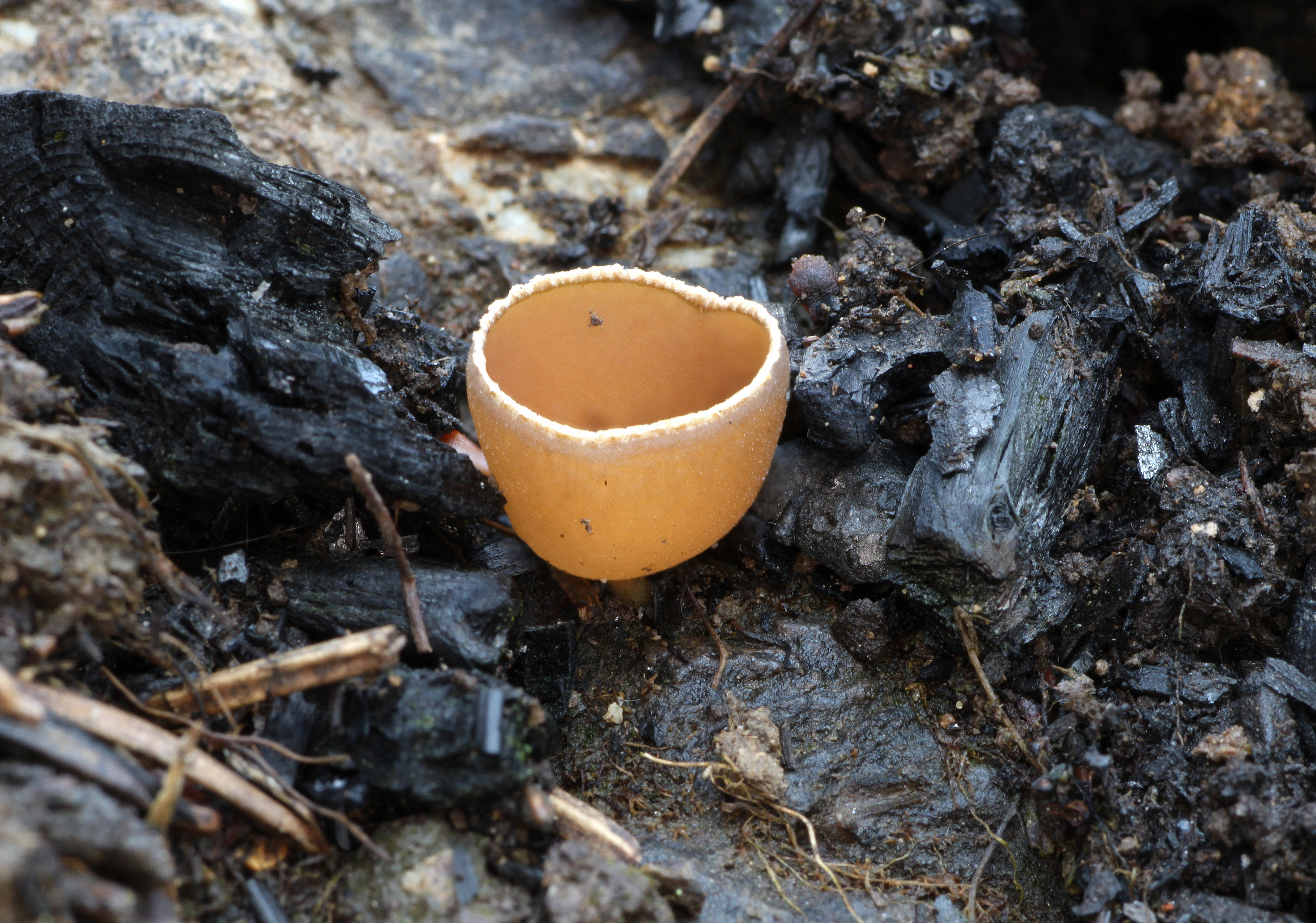
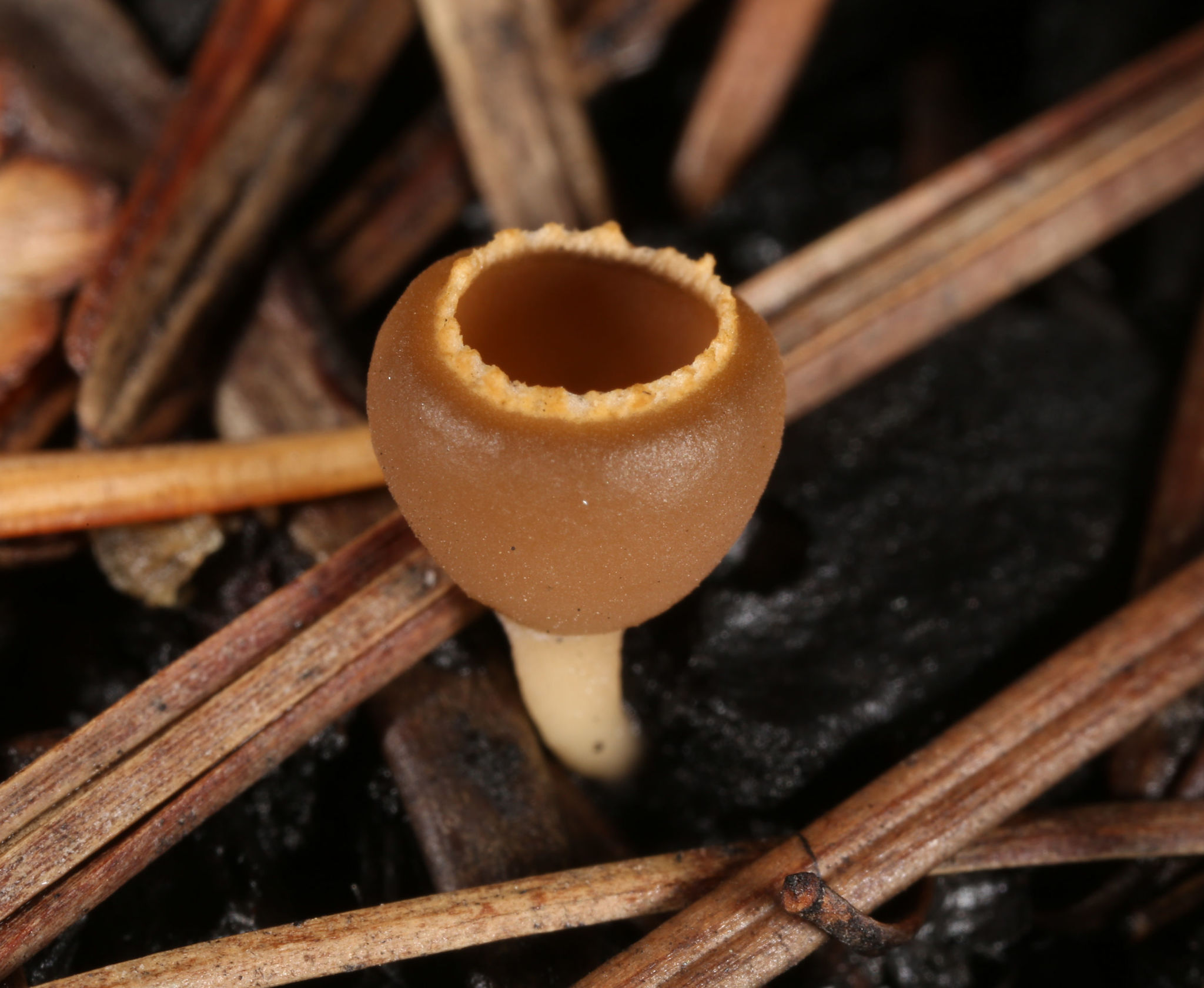

Nem ehető.